# Solène Durand
Pour les articles homonymes, voir Durand.
Solène Durand (de son nom complet Solène Marie Reine Durand) est une gardienne de but française de football née le 20 novembre 1994 à Saint-Rémy. Elle évolue actuellement à l'US Sassuolo.

## Biographie

### Carrière en club
Solène Durand commence sa carrière professionnelle au Montpellier Hérault Sport Club en 2009. Elle avait auparavant évolué à Varennes-le-Grand (2000 à 2006) en Saône-et-Loire avant de partir à Chatenoy-le-Royal (2006 à 2009).
Depuis son arrivée, Solène n'a pas pu évoluer au plus haut niveau en étant la troisième gardienne du Montpellier HSC. Cependant, le départ en 2011 de Céline Deville, lui permet de devenir la numéro deux du club et d'espérer pouvoir avoir du temps de jeu en Division 1. Elle évolue avec le club de Montpellier jusqu'en 2017 avant de partir pour le club de Guingamp.
En juillet 2023, elle s'engage avec l'US Sassuolo

### Carrière internationale
En 2011, elle perd en finale du championnat d'Europe des moins de 17 ans face à l'équipe d'Espagne.
En 2013, elle gagne le championnat d’Europe des moins de 19 ans face à l’équipe d’Angleterre.
En 2014, elle finit troisième de la coupe du monde des moins de 20 ans au Canada.
Le 2 mai 2019, elle est convoquée parmi les 23 pour disputer la coupe du monde 2019.
Elle honore sa première sélection le 10 mars 2020 pour le troisième match du Tournoi de France au Stade du Hainaut de Valenciennes contre les Pays-Bas, championne d'Europe 2017. La France fait match nul 3-3 et gagne le tournoi.
Blessée, elle ne participe pas, en juillet 2022, à l'Euro en Angleterre.
En 2023, elle est sélectionnée en tant que 3e gardienne de l'équipe de France pour la Coupe du Monde 2023 en Australie et en Nouvelle-Zélande. Elle entre à la 122e minute du match face à l'Australie lors des quarts de finale de la compétition, pour la séance de tir au but. Au cours de la séance de tir au but, elle arrête 2 penaltys, ce qui n'empêche pas l'élimination de la France.
Le 8 juillet 2024, elle est sélectionnée en tant que réserviste en vue des JO de Paris.

## Statistiques
| Saison                | Club                  | Championnat           | Championnat | Championnat | Coupe(s) nationale(s) | Coupe(s) nationale(s) | Sélection                     | Sélection | Sélection | Total | Total |
| Saison                | Club                  | Division              | M.          | B.          | M.                    | B.                    | Équipe                        | M.        | B.        | M.    | B.    |
| 2009-2010             | Montpellier HSC       | Division 1            | 0           | 0           | 0                     | 0                     | France -16 ans France -17 ans | 1 2       | 0         | 3     | 0     |
| 2010-2011             | Montpellier HSC       | Division 1            | 0           | 0           | -                     | -                     | France -17 ans                | 9         | 0         | 9     | 0     |
| 2011-2012             | Montpellier HSC       | Division 1            | 4           | 0           | 1                     | 0                     | France -17 ans                | 2         | 0         | 7     | 0     |
| 2012-2013             | Montpellier HSC       | Division 1            | 14          | 0           | 2                     | 0                     | France -19 ans                | 8         | 0         | 24    | 0     |
| 2013-2014             | Montpellier HSC       | Division 1            | 4           | 0           | 1                     | 0                     | France -19 ans France -20 ans | 5 1       | 0         | 11    | 0     |
| 2014-2015             | Montpellier HSC       | Division 1            | 10          | 0           | 5                     | 0                     | France -20 ans                | 4         | 0         | 19    | 0     |
| 2015-2016             | Montpellier HSC       | Division 1            | 0           | 0           | 6                     | 0                     | -                             | -         | -         | 6     | 0     |
| 2016-2017             | Montpellier HSC       | Division 1            | 1           | 0           | 3                     | 0                     | -                             | -         | -         | 4     | 0     |
| Sous-total            | Sous-total            | Sous-total            | 33          | 0           | 18                    | 0                     | -                             | 32        | 0         | 83    | 0     |
| 2017-2018             | EA Guingamp           | Division 1            | 22          | 0           | 2                     | 0                     | France                        | 0         | 0         | 24    | 0     |
| 2018-2019             | EA Guingamp           | Division 1            | 22          | 0           | 0                     | 0                     | France                        | 0         | 0         | 22    | 0     |
| 2019-2020             | EA Guingamp           | Division 1            | 16          | 0           | 1                     | 0                     | France                        | 1         | 0         | 18    | 0     |
| 2020-2021             | EA Guingamp           | Division 1            | 22          | 0           | 1                     | 0                     | France                        | 0         | 0         | 23    | 0     |
| Sous-total            | Sous-total            | Sous-total            | 82          | 0           | 4                     | 0                     | -                             | 1         | 0         | 87    | 0     |
| 2021-2022             | Dijon FCO             | Division 1            | 17          | 0           | 0                     | 0                     | -                             | -         | -         | 17    | 0     |
| Sous-total            | Sous-total            | Sous-total            | 17          | 0           | 0                     | 0                     | -                             | 0         | 0         | 17    | 0     |
| 2022-2023             | EA Guingamp           | Division 1            | 9           | 0           | 2                     | 0                     | France                        | 1         | 0         | 12    | 0     |
| Sous-total            | Sous-total            | Sous-total            | 9           | 0           | 2                     | 0                     | -                             | 1         | 0         | 12    | 0     |
| 2023-2024             | US Sassuolo           | Serie A               | 24          | 0           |                       | 0                     | France                        | 0         | 0         | 24    | 0     |
| 2024-2025             | US Sassuolo           | Serie A               | 5           | 0           |                       | 0                     | -                             | 0         | 0         | 5     | 0     |
| Sous-total            | Sous-total            | Sous-total            | 29          | 0           |                       | 0                     | -                             | -         | -         | 29    | 0     |
| Total sur la carrière | Total sur la carrière | Total sur la carrière | 170         | 0           | 24                    | 0                     | -                             | 34        | 0         | 228   | 0     |

## Palmarès
- Championne d'Europe U19 : 2013[2]
- Vice Championne d'Europe U17 : 2011[2]
- Troisième de la Coupe du Monde U20 : 2014[2]
- Championne de France U19 : 2011, 2012 et 2013[2]